# 中华芽胞杆菌属
中华芽胞杆菌属（学名：Sinibacillus），是芽孢桿菌科下的一个属。  

## 下属分类
本属包括以下物种：
- 土壤中华芽胞杆菌 Sinibacillus soli Yang and Zhou 2014